# Université de Limoges
L'université de Limoges est une université nationale française pluridisciplinaire comptant 17 883 étudiants et 2 000 enseignants, chercheurs et enseignants-chercheurs, délivrant notamment des licences, masters et doctorats dans tous les secteurs traditionnels du savoir et dans des filières innovantes. Elle s'est structurée le 1er octobre 1968 par le regroupement d'établissements d'enseignement supérieur à Limoges. La plus ancienne continuité historique est celle des facultés de pharmacie et de médecine remontant à 1626.
Elle est l'un des principaux établissements d'enseignement supérieur dans la région Nouvelle-Aquitaine. Elle est une composante de l'université confédérale Léonard de Vinci et du réseau des universités de l'Ouest Atlantique qui regroupe les dix universités présentes en Bretagne, Limousin, Pays de la Loire, Poitou et Charentes. L'établissement accède aux « compétences élargies » des universités (applications de la LRU) en janvier 2009.

## Historique

### Genèse
La plus longue continuité historique d'enseignement supérieur à Limoges, ininterrompue à la Révolution française alors que les universités d'ancien régime étaient fermées, concerne la médecine. Une maîtrise des apothicaires, devenue la faculté de pharmacie, est en effet mise en place dès 1626, dispensée dans une salle du couvent des Jacobins de la ville. Le Collège royal de médecine de Limoges, devenu la faculté de médecine est fondé en 1646.
Au XXe siècle, l'École de droit et de notariat, fondée en 1909 avec le soutien de la Ville, devient la Faculté libre de droit en 1927. La Faculté de droit et des sciences économiques du XXIe siècle occupe, sur le site de l'ancien Hôtel-Dieu, l'emplacement exact d'un carré de rues de l'antique ville romaine à côté de la présidence de l'université et de la Bibliothèque francophone multimédia de Limoges.
À partir des années 1950, l’enseignement supérieur de type universitaire (c'est-à-dire associé à la recherche, par opposition aux classes préparatoires ou aux écoles supérieures professionnelles) s'organise selon les structures facultaires traditionnelles d'abord sous le patronage de l'université de Poitiers : en 1955, Médecine et Pharmacie ; en 1958, Sciences exactes et naturelles ; en 1966, Droit et Sciences Économiques, en 1966 également, Lettres et sciences humaines (au sein du Collège littéraire universitaire de la rue Albert-Thomas) ; ces établissements sont finalement intégrés en 1968 comme composantes de l'université de Limoges.

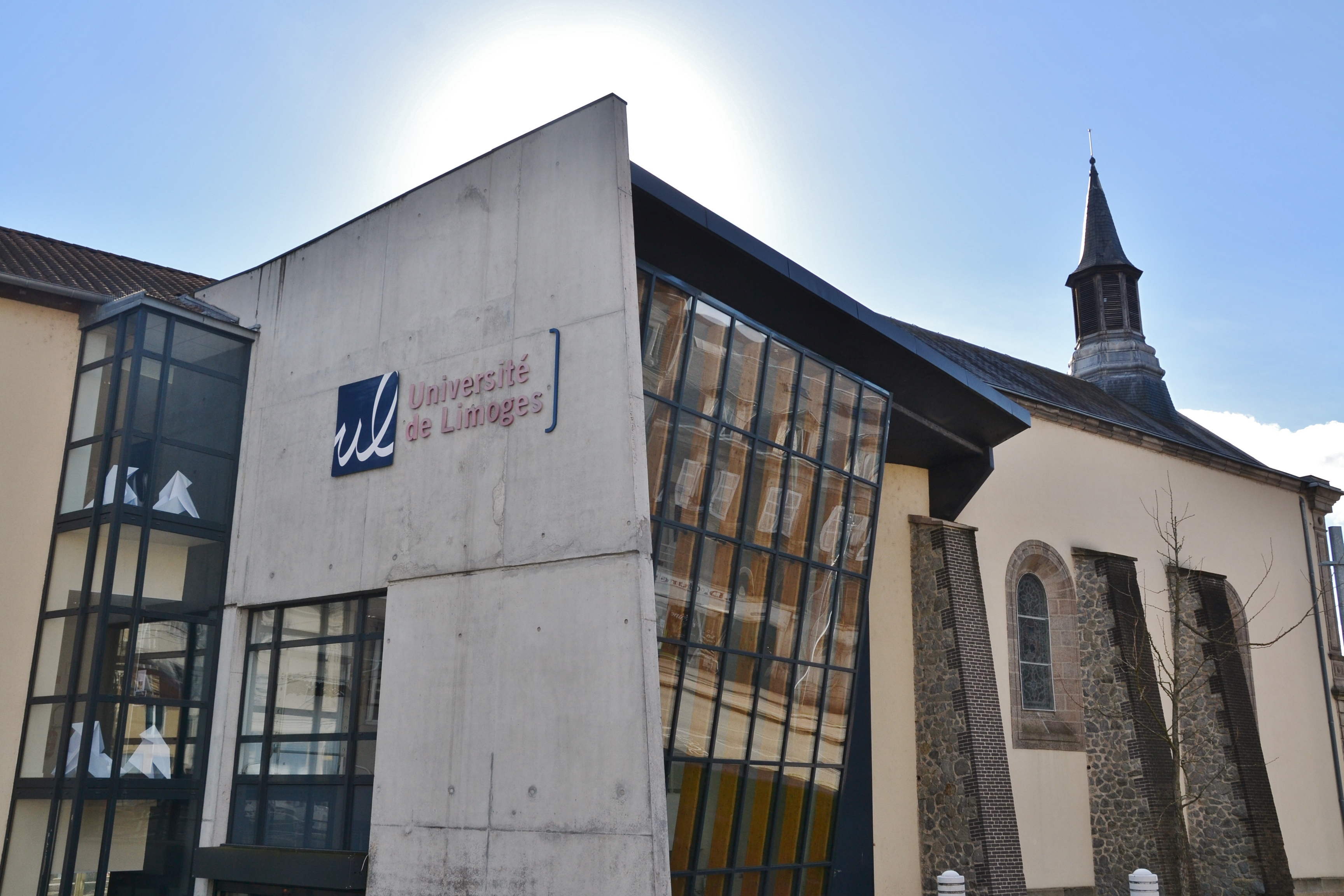
Les services centraux de l'université se trouvent dans l'ancienne chapelle de l'ancienne école de médecine.

Ce nouvel essor est contemporain de la création en 1965 de l'Académie de Limoges (circonscription éducative) démembrée des académies de Poitiers et de Clermont-Ferrand.

### Fondation officielle
Au moment de sa constitution en université le 1er octobre 1968 par regroupement des principaux établissements d'enseignement supérieur à vocation de recherche, elle compte 7 000 étudiants et comprend les quatre facultés traditionnelles (droit et sciences économiques, sciences exactes et naturelles, médecine et pharmacie et lettres et sciences humaines) et un institut universitaire de technologie. Les statuts du nouvel ensemble sont adoptés en 1970 par l’Assemblée Constitutive présidée par Robert Savy, professeur à la Faculté de droit et Sciences économiques (ensuite président de l'ancien conseil régional du Limousin). La création d'une université autonome de celle de Poitiers a été notamment soutenue par Jacques Chirac, alors secrétaire d'État et député de Corrèze, et le maire de Limoges Louis Longequeue.
Les implantations de l'université de Limoges couvrent tout le territoire de l'académie. Seule université du Limousin et de l'Académie de Limoges, donc clairement identifiée à son espace naturel, elle n'en possède pas moins un net pouvoir d'attraction à l'extérieur (un centre d'accueil international, avec résidence et services, gérant le rayonnement de l'université, s'est installé en 2008 dans les bâtiments des anciens services de sélection et d'orientation de l'armée de terre, rue Saint-Martial).

### Développement

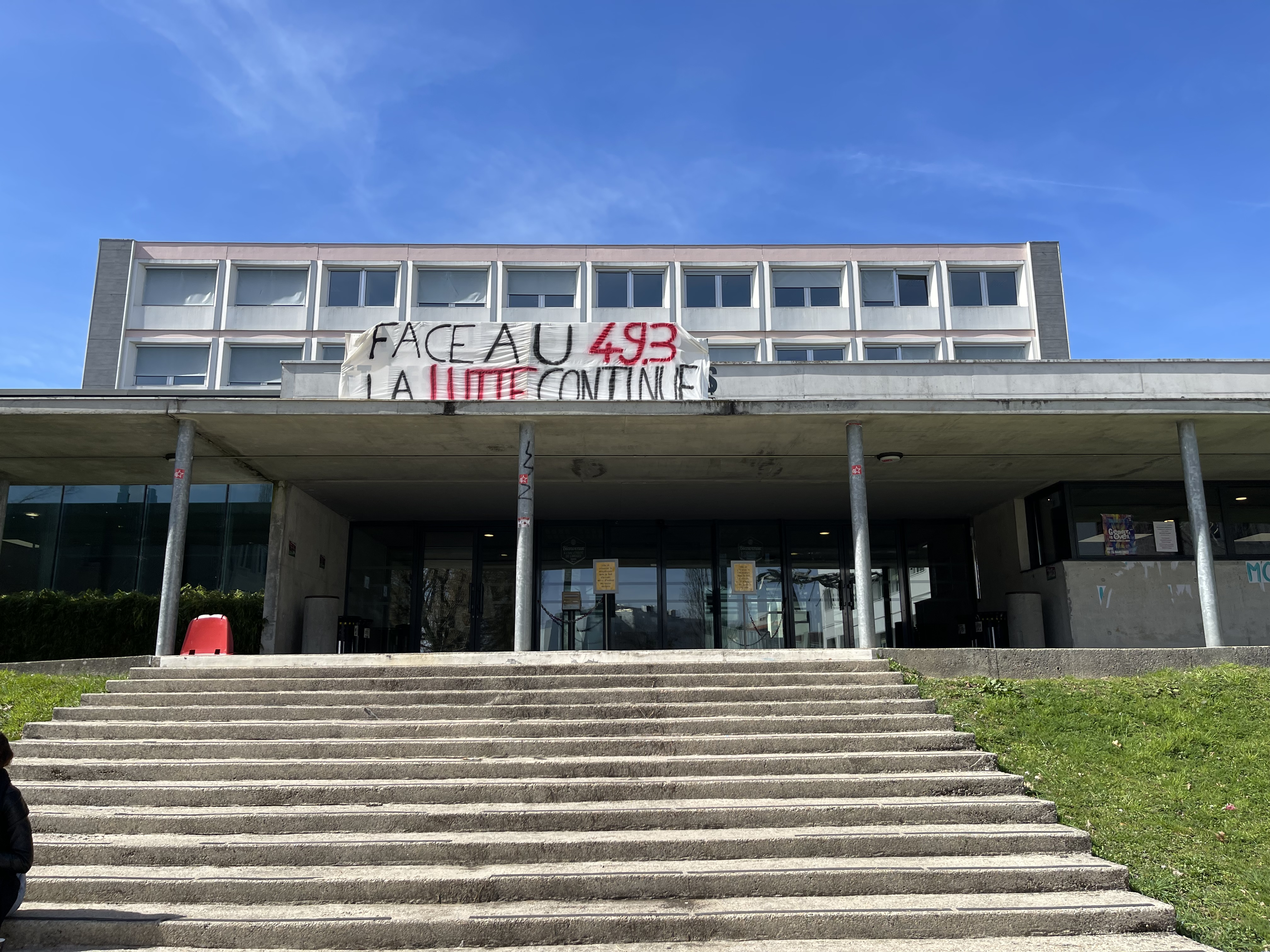
L'université de Limoges le 20 mars 2023.

L'École nationale supérieure de Céramique industrielle (ENSCI) créée en 1893 à Sèvres près de Paris s'installe à Limoges en 1979, puis intègre l'université de Limoges en 2001. En 1986, l'Institut de préparation à l'administration générale est constitué. L'École nationale supérieure d'ingénieurs de Limoges (ENSIL) est créée en 1991 par l'université de Limoges, soutenue par la région Limousin ; elle devient en 1993 un élément  d'Ester Technopole de Limoges dont l'une des fonctions est de servir d'interface entre l'université et l'industrie. Les deux écoles fusionnent en janvier 2017 pour devenir l'ENSIL-ENSCI.
En 2005, l'IUFM (Institut universitaire de formation des maîtres du Limousin), ancienne école normale d'instituteurs devient à son tour une composante de l'université de Limoges. L'Institut d'administration des entreprises est fondé en 2007.
Le 3iL (Institut d'ingénierie informatique de Limoges), l'école d'ingénieurs à spécialité informatique, réseaux et systèmes embarqués, de statut consulaire (gérée par la Chambre de commerce et d'industrie du Limousin), obtient pour la recherche son rattachement à l'université de Limoges en 2010.
En 2011, une « Fondation partenariale de l'université de Limoges » a été créée dans le but, entre autres objectifs, de susciter des chaires d’excellence et d'attirer des financements extraordinaires pour de grands projets innovants.
En novembre 2017, l'université invite la militante Houria Bouteldja, porte-parole du Parti des Indigènes de la République (PIR), à l'occasion d'un séminaire d'« études décoloniales ». Le sociologue Stéphane Dorin publie une lettre ouverte pour demander à la présidence de renoncer à cette invitation dans un cadre universitaire afin de ne pas cautionner ce mouvement. La LICRA, le Parti socialiste, SOS Racisme et le MoDem soutiennent l'initiative du professeur, Houria Bouteldja étant régulièrement accusée d'antiféminisme, de racisme, d'antisémitisme et d'homophobie,. Dans un premier temps, le président de l'université Alain Célérier assume cette sollicitation, avant de finalement annuler sa venue, évoquant un « risque de trouble à l'ordre public », la ministre de l'Enseignement supérieur Frédérique Vidal appelant pour sa part les universités « à la vigilance »,. Stéphane Dorin est alors écarté de son laboratoire fin novembre 2018. Il est poursuivi pour diffamation par l'université et auditionné par la police en 2019 pendant que l'université invite pour une conférence un autre membre du Parti des Indigènes de la République, Norman Ajari. Le tribunal administratif de Limoges condamne pour excès de pouvoir l'université de Limoges en 2019, en référé, puis en 2021 de manière définitive, en réintégrant Stéphane Dorin dans son laboratoire. Les plaintes pour diffamation déposées par le président Alain Célérier contre Stéphane Dorin et par ce dernier contre l'université sont classées sans suite pour la première et prescrite pour la seconde, les délais de recours étant dépassés. Mais l'université finit par retirer les communiqués diffamatoires publiés à son encontre par le Gresco et la présidence.
Bien que ne faisant pas partie formellement de l'université, l'Académie de l'Union participe dans le domaine du théâtre à l'offre de formation en Lettres ; c'est l'une  des onze écoles supérieures d'Art Dramatique habilitées par le Ministère de la Culture et de la Communication à délivrer le Diplôme national supérieur professionnel de comédien (DNSPC).

### Présidents de l'université
| Identité                                    | Période | Période  | Durée         |
| Identité                                    | Début   | Fin      | Durée         |
| ------------------------------------------- | ------- | -------- | ------------- |
| Bernard Desbals (d) (né en 1936)            | 1971    | 1974     | 3 ans         |
| Pierre Fauchais (d) (1937 - 2024)           | 1974    | 1979     | 5 ans         |
| Raymond Julien (d) (né en 1942)             | 1979    | 1986     | 7 ans         |
| Pierre Pouthier (d) (1928 - 2001)           | 1986    | 1991     | 5 ans         |
| Jean-Claude Vareille (d) (1935 - 1994)      | 1991    | 1994     | 3 ans         |
| Bernard Vareille (d) (né en 1952)           | 1995    | 2000     | 5 ans         |
| Antonin Nouailles (d) (né en 1950)          | 2000    | 2005     | 5 ans         |
| Jacques Fontanille (né en 1948)             | 2005    | 2012     | 7 ans         |
| Hélène Pauliat (née en 1966)                | 2012    | 2016     | 4 ans         |
| Alain Célérier (d) (né en 1959)             | 2016    | 2020     | 4 ans         |
| Isabelle Klock-Fontanille (d) (née en 1961) | 2021    | 2025     | 4 ans         |
| Vincent Jolivet (d)                         | 2025    | En cours | moins d’un an |

## Composantes

### Unités de formation et de recherche

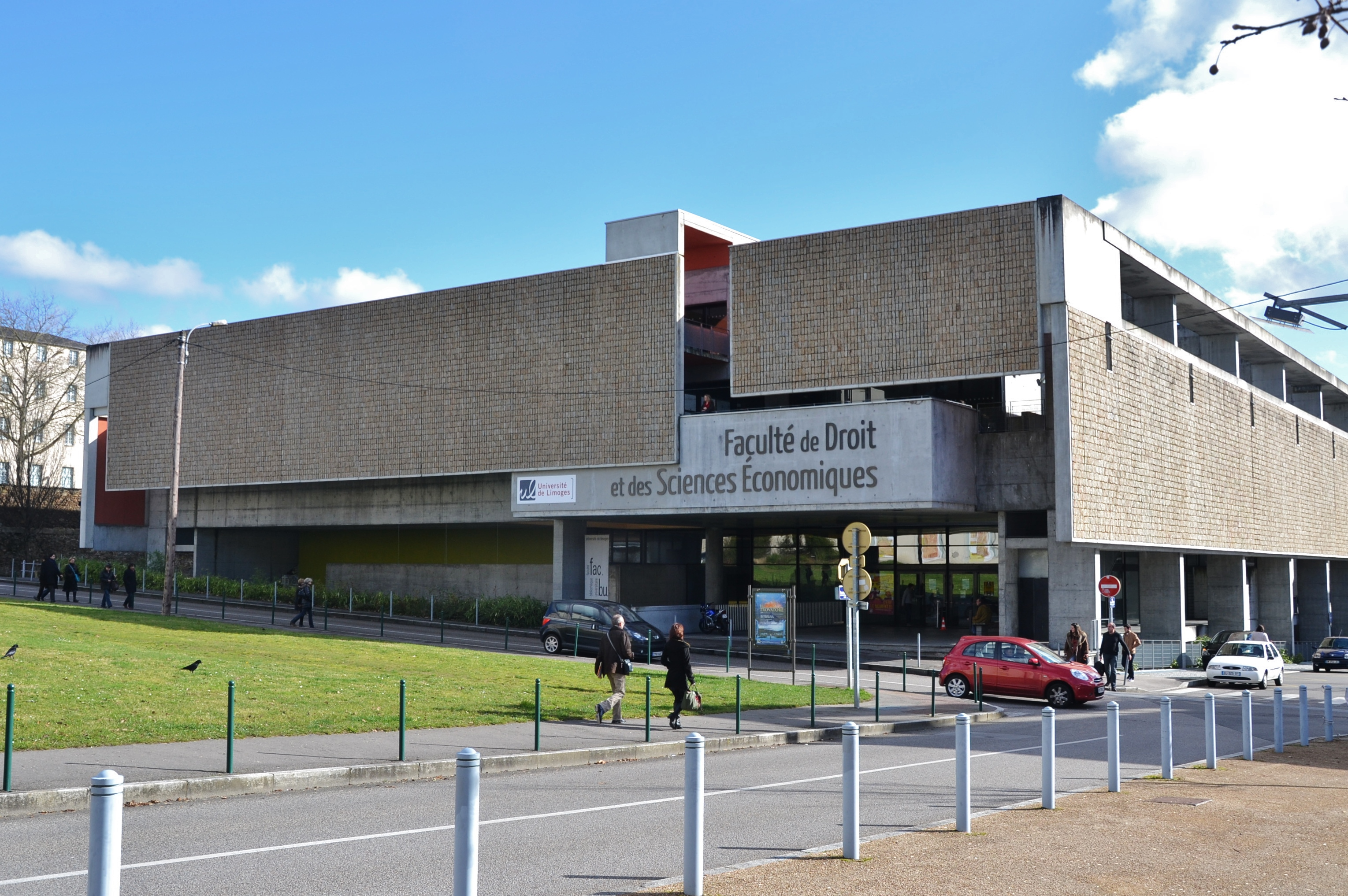
La faculté de droit et des sciences économiques, située dans le quartier de l'Hôtel-de-ville.

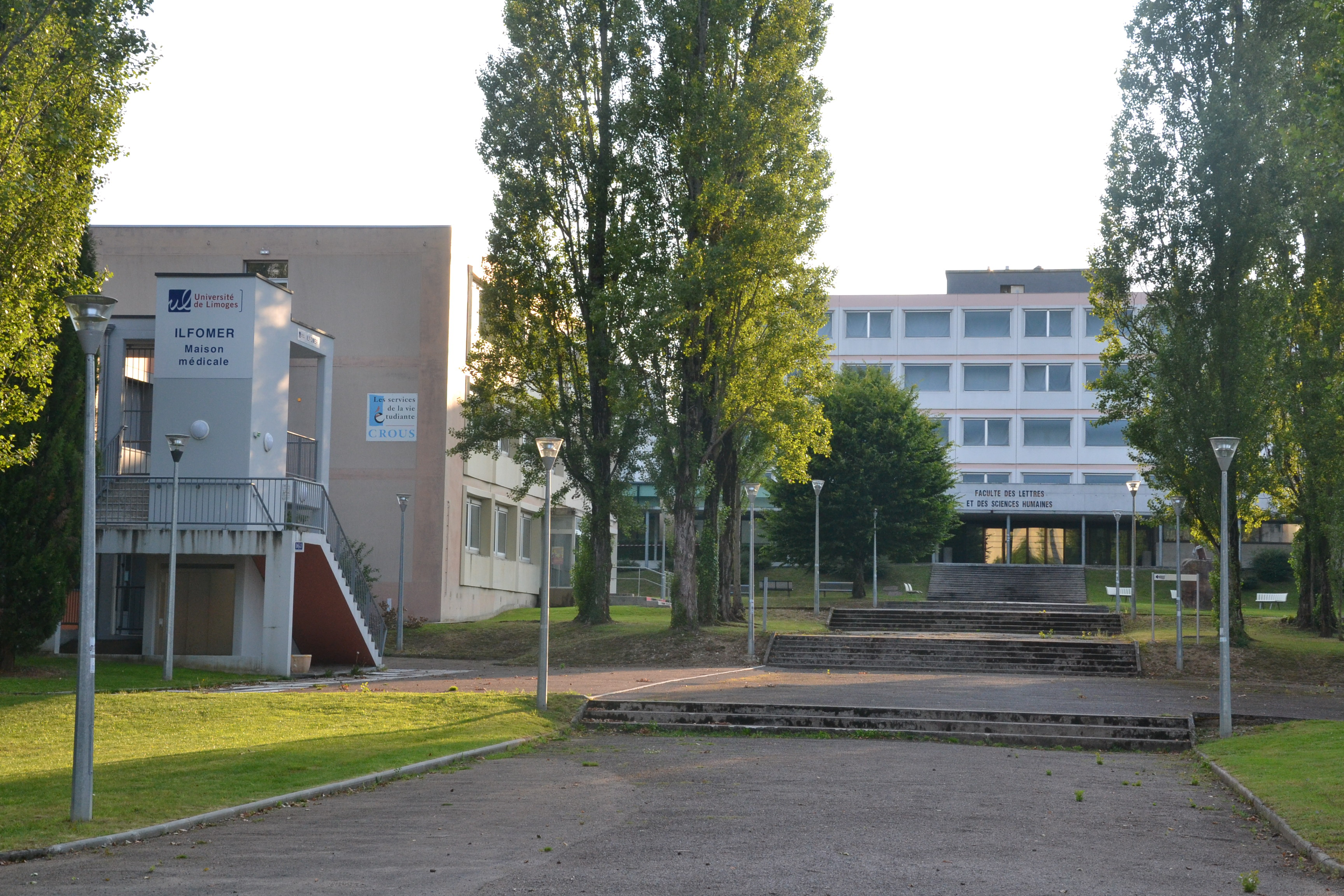
La faculté des lettres et des sciences humaines, sur le campus de Vanteaux.

L’université est structurée en cinq Unité de formation et de recherche (UFR) : 
- Faculté de droit et des sciences économiques,
- Faculté de médecine,
- Faculté de pharmacie,
- Faculté des lettres et des sciences humaines
- Faculté des sciences et techniques.

### Instituts et écoles
- Institut universitaire de technologie (IUT) du Limousin,
- Institut d'administration des entreprises (IAE),
- Institut de préparation à l'administration générale (IPAG),
- Institut du Limousin de formation aux métiers de la réadaptation (ILFOMER),
- École supérieure du professorat et de l'éducation (ESPE),
- École d'ingénieurs ENSIL-ENSCI.

Par ailleurs, l'école d'ingénieurs en informatique 3iL est associée à l'université.
L'université comprend aussi le Centre de droit et d'économie du sport, à la fois centre de formation et laboratoire de recherche, notamment connu pour son diplôme de manager de club sportif professionnel.

## Campus
L'université de Limoges est répartie sur plusieurs campus dans l'ensemble de l'académie de Limoges : Limoges, Brive-la-Gaillarde, Égletons, Tulle, Guéret, Meymac, Ahun et La Souterraine.

## Enseignement et recherche
Elle offre des formations en :
- Arts, lettres, langues (licence, licence professionnelle, master, doctorat)
- Droit, économie, gestion (DUT, licence, doctorat d'université, diplôme universitaire, licence professionnelle, master, doctorat)
- Sciences humaines et sociales (DUT, licence, préparation aux concours, master, doctorat)
- Sciences, technologie, santé (DUT, DEUST, Licence, docteur d'État en médecine, licence professionnelle, diplôme universitaire, master)

### Relations internationales
L’université de Limoges entretient des collaborations avec plusieurs universités européennes et à travers le monde.
Elle possède 482 accords coopération actifs :
- Europe (dont Erasmus) : trente accord-cadres, 241 conventions, neuf DPI (diplômes en partenariat international)
- Afrique : vingt-neuf accords-cadres, vingt-et-une conventions, six DPI
- Asie : 27 accord-cadres, onze conventions, un DPI
- Amérique du Nord : treize accord-cadres, vingt-et-une conventions, cinq DPI
- Amérique latine : trente-quatre accords-cadres, vingt-six conventions, quatre DPI
- Océanie : deux accord-cadres, deux conventions

Elle a accueilli 2 276 étudiants internationaux durant l'année universitaire 2017-2018.

### Recherche
L'université de Limoges a réuni ses laboratoires de recherche en cinq grands instituts :
- XLIM, unité mixte de recherche (UMR), en association avec le Centre national de la recherche scientifique (CNRS), résulte de la fusion de quatre laboratoires (LACO, LMSI, UMOP, IRCOM). Il fédère 350 enseignants-chercheurs, chercheurs du CNRS et doctorants, qui travaillent dans l'informatique, les mathématiques, l'optique, l'électromagnétisme ou l'électronique[25].
- IMPEO (Institut Matériaux Procédés Environnement Ouvrages), regroupant trois laboratoires de l'université : IRCER, E2Lim et GC2D.
- OmegaHealth réunit l’ensemble des unités de recherche actives dans les domaines de la Biologie, Santé, Chimie et Environnement à Limoges.
- SHS (Sciences de l'Homme et de la Société)[26]
- GIO (Gouvernance des Institutions et des Organisations)[27]

L'université soutient également les activités de l'ONG Europa, qui siège à Limoges et qui est engagée dans le champ des politiques publiques européennes.

## Vie étudiante

### Évolution démographique
| 1968  | 1975  | 1978  | 1985  | 1986  | 1987  | 2000   | 2001   | 2002   |
| ----- | ----- | ----- | ----- | ----- | ----- | ------ | ------ | ------ |
| 4 600 | 6 900 | 7 600 | 9 360 | 9 460 | 9 733 | 13 677 | 13 406 | 13 809 |

| 2003   | 2004   | 2005   | 2006   | 2007   | 2008   | 2009   | 2010   | 2011   |
| ------ | ------ | ------ | ------ | ------ | ------ | ------ | ------ | ------ |
| 14 040 | 14 055 | 14 479 | 14 317 | 13 984 | 14 018 | 14 191 | 14 127 | 13 996 |

| 2012   | 2013   | 2014   | 2015   | 2016   | 2017   | 2018   | 2019   | 2020   |
| ------ | ------ | ------ | ------ | ------ | ------ | ------ | ------ | ------ |
| 14 369 | 14 898 | 15 338 | 15 473 | 15 896 | 16 548 | 17 347 | 17 883 | 18 395 |

| 2021   | 2022   | - | - | - | - | - | - | - |
| ------ | ------ | - | - | - | - | - | - | - |
| 18 146 | 16 594 | - | - | - | - | - | - | - |

### Effectifs par composante
Effectifs étudiants pour l'année 2007-2008, l'année 2010-2011, l'année 2013-2014, l'année 2016-2017 et l'année 2019-2020.
| Lettres et sciences humaines 2690 2314 2272 2689 2910      |
| Sciences et techniques 2668 2742 2862 3098 3463            |
| Droit et sciences économiques 2587 2429 2502 2639 2966     |
| IUT 2230 2264 2261 2364 2438                               |
| Médecine, pharmacie, para-médical 2836 3103 3473 3537 4020 |
| ENSIL-ENSCI 457 454 516 774 844                            |
| IPAG 88 74 43 34 40                                        |
| IAE 339 441 450 441 520                                    |
| ESPE 288 552 682 665                                       |

### Effectifs par origine géographique
Répartition des étudiants par origine géographique (2010-2011) :
| Origine             | %    |
| ------------------- | ---- |
| Haute-Vienne        | 38.1 |
| Corrèze             | 14.7 |
| Creuse              | 6    |
| Autres départements | 39.0 |
| Autres pays         | 2.2  |
| Total               | 100  |

### Réussite
En 2009, le ministère de l'Enseignement supérieur et de la Recherche a comparé la totalité des quatre-vingt-trois universités françaises (métropole et outre-mer) en fonction du taux de réussite au niveau licence, et suivant trois méthodes différentes.
- Pour la première méthode, le classement est établi selon l'université d'inscription en première année, déterminante dans la poursuite du cursus. Avec 39,5 % de réussite, l'université de Limoges se place au 4e rang national.
- Le classement issu de la seconde approche met l'accent sur l'université de la troisième année d'études. Limoges se positionne en 26e place, ex æquo avec l'université Lyon 3.
- La troisième méthode est établie autour des étudiants ayant suivi leur cursus dans la même université. Le classement place Limoges en 9e place.

En 2010, l'université de Limoges occupe le 2e rang des universités françaises pour le taux de réussite en licence, et le 7e pour la réussite des étudiants ayant fait tout leur parcours à l'université de Limoges.[réf. nécessaire]

## Personnalités liées à l'université

### Enseignants
- Nathalie Bernardie-Tahir, professeure de géographie, spécialiste des îles.
- Philippe Depreux, professeur d'histoire médiévale à la faculté des lettres et des sciences humaines, spécialiste du Haut Moyen Âge.
- Jacques Fontanille, président de l'université de 2005 à 2012, chaire de sémiotique de l'Institut universitaire de France, vice-président de la Conférence des Présidents d'Université.
- Janine Garrisson, professeur honoraire, spécialiste de l'histoire politique et religieuse du XVIe siècle.
- Michèle Gendreau-Massaloux, hispaniste et haut fonctionnaire française.
- Olivier Guillot, professeur honoraire à la faculté de droit, spécialiste de l'histoire du droit et des institutions du haut Moyen Âge.
- Jean-Pierre Labatut, professeur d'histoire moderne, spécialiste de la noblesse du XVIIe siècle.
- Jean Morange, professeur à la faculté de droit et de sciences économiques, spécialiste des droits de l'homme et des libertés publiques.
- Alain Policar, professeur à la faculté de droit et de sciences économiques, spécialiste de l'histoire de la pensée sociologique.
- Bertrand Westphal, théoricien de la géocritique, directeur de l'équipe de recherche « Espaces humains et interactions culturelles ».

### Étudiants
- Abdoulkader Kamil Mohamed, Premier ministre de Djibouti
- Bernard Combes, maire de Tulle.
- Ha Ilji, écrivain sud-coréen.
- Jean-Michel Valade, écrivain.
- Marie-Ange Magne, députée de la troisième circonscription de la Haute-Vienne.
- Christophe Jerretie, député de la première circonscription de la Corrèze.
- Michel Baury, écrivain, poète et critique littéraire.
- Fabrice Garcia-Carpintero, éditeur, écrivain et réalisateur.
- Stéphane Delautrette, député de la deuxième circonscription de la Haute-Vienne.